# Regola della somma
Nell'analisi matematica, la regola della somma è una regola di derivazione che permette di calcolare la derivata della somma di una serie di funzioni derivabili.

## Definizione
La derivata della somma (algebrica) di una serie di funzioni derivabili in x è uguale alla somma delle singole derivate.
{\displaystyle D[f_{1}(x)+f_{2}(x)+\cdots +f_{n}(x)]=f'_{1}(x)+f'_{2}(x)+\cdots +f'_{n}(x)}
D[f(x)] e f'(x) sono notazioni che indicano il medesimo significato di derivata.

## Dimostrazione
Si dimostra inizialmente il caso di una somma con solo due addendi.
Applicando la definizione di derivata come limite del rapporto incrementale:
{\displaystyle F'(x)=\lim _{h\to 0}{\frac {F(x+h)-F(x)}{h}}\qquad \qquad (1)}
si deriva, ipotizzando entrambe le funzioni f(x) e g(x) derivabili in x, che:
{\displaystyle \lim _{h\to 0}{\frac {[f(x+h)+g(x+h)]-[f(x)+g(x)]}{h}}}
Riordinando emerge subito che:
{\displaystyle \lim _{h\to 0}\left({\frac {f(x+h)-f(x)}{h}}+{\frac {g(x+h)-g(x)}{h}}\right)}
Siccome per la (1):
{\displaystyle \lim _{h\to 0}{\frac {g(x+h)-g(x)}{h}}=g'(x)}
{\displaystyle \lim _{h\to 0}{\frac {f(x+h)-f(x)}{h}}=f'(x)}
e quindi 
{\displaystyle D[f(x)+g(x)]=f'(x)+g'(x)\;}
Il caso generale di n addendi si ottiene ora per induzione dal caso particolare appena dimostrato. cvd.

## Linearità della derivata
Più in generale, si può dire che la derivata è un operatore lineare: la derivata di una funzione derivabile moltiplicata per una costante è uguale alla costante moltiplicata per la derivata della funzione originaria:
{\displaystyle D[\lambda \cdot f(x)]=\lambda \cdot f'(x)}
Dunque un enunciato equivalente ai due precedenti è che la derivata "conserva" le combinazioni lineari:
{\displaystyle D[\lambda _{1}f_{1}(x)+\lambda _{2}f_{2}(x)+\cdots +\lambda _{n}f_{n}(x)]=\lambda _{1}f'_{1}(x)+\lambda _{2}f'_{2}(x)+\cdots +\lambda _{n}f'_{n}(x)}
per ogni {\displaystyle \lambda _{1},...,\lambda _{n}} reali. Infatti ponendo {\displaystyle \lambda _{1}=...=\lambda _{n}=1} si ottiene la prima formula e per {\displaystyle \lambda _{2}=...=\lambda _{n}=0} la seconda.

### Dimostrazione
Con il rapporto incrementale:
{\displaystyle (\lambda f)'(x)=\lim _{h\to 0}{\frac {(\lambda f)(x+h)-(\lambda f)(x)}{h}}=\lim _{h\to 0}{\frac {\lambda (f(x+h)-f(x))}{h}}=\lambda f'(x)}
Con la regola del prodotto:
{\displaystyle (\lambda f)'(x)=(\lambda )'f(x)+\lambda f'(x)=0+\lambda f'(x)=\lambda f'(x)\;}